# Centro tecnológico
En España se considera centro tecnológico a aquellas entidades sin ánimo de lucro cuya finalidad sea la generación de conocimiento tecnológico para la mejora de la competitividad de las empresas y el beneficio general de la sociedad. El funcionamiento de los centros tecnológicos está regulado por el Real Decreto 2093/2008 de 19 de diciembre.

## Actividad de los centros tecnológicos
La finalidad principal de un centro tecnológico es contribuir a la generación de conocimiento tecnológico y a su aplicación para mejorar la capacidad competitiva de las empresas. Para conseguir estos fines, los centros tecnológicos realizan actividades tales como:
- Proyectos de investigación fundamental o industrial, desarrollo e innovación tecnológica propios o en colaboración con empresas, universidades y centros públicos de investigación.
- Proyectos de I+D+i contratados directamente por empresas u otras entidades privadas que permitan maximizar la aplicación del conocimiento generado por el centro tecnológico.
- Servicios de asesoramiento tecnológico que no se hallen estandarizados, tales como: diagnósticos tecnológicos, estudios de vialidad técnica y otros de características similares.
- Servicios dirigidos a empresas u otras entidades que satisfagan sus necesidades tecnológicas, como pueden ser: formación técnica especializada, vigilancia y prospectiva tecnológica, difusión de información y similares relacionados con la gestión del conocimiento, la tecnología y la innovación.
- Colaboración en la transferencia de resultados de investigación entre los organismos públicos y privados de investigación y las empresas.
- Fomento y desarrollo de investigación cooperativa entre empresas, en particular PYMEs.
- Transferencia de tecnología al sector empresarial y la promoción en las empresas de la propiedad industrial e intelectual.
- Impulsar la creación de empresas de base tecnológica y su consolidación en el mercado.
- Difundir información, conocimiento, oportunidades tecnológicas y buenas prácticas que ayuden en la mejora de la competitividad empresarial.
- Fomentar la integración de las empresas, especialmente de las pequeñas y medianas, en redes y foros de interacción permanente, tanto nacionales como internacionales, que posibiliten la internacionalización, la mejora de los procesos de aprendizaje de las organizaciones y la participación en plataformas tecnológicas.
- Actividades que con carácter general mejoren el conocimiento tecnológico, el nivel tecnológico y competitivo de las empresas y que, de esta manera, contribuyan a la creación de empleo, a la mejora de la calidad de vida, al desarrollo sostenible y al crecimiento económico y social.

## Actividades que no pueden desarrollar los centros tecnológicos
Los centros tecnológicos no pueden realizar actividades de formación, difusión y servicios tecnológicos estandarizados y repetitivos, como ensayos y certificación basados en normas vigentes durante mucho tiempo.

## Requisitos para que una entidad sea considerada centro tecnológico
Para que el Gobierno de España reconozca a una entidad como centro tecnológico se han de cumplir una serie de condiciones que se resumen a continuación:
- La entidad ha de estar legalmente constituida, tener personalidad jurídica propia, no tener ánimo de lucro, realizar actividades de I+D+i, disponer de medios personales y activos materiales propios, realizar actividades para cualquier entidad o empresa que trabaje en España y garantizar la participación efectiva de empresas en las decisiones estratégicas el centro tecnológico.
- Entre el personal del centro ha de haber al menos quince titulados universitarios que realicen actividades técnicas o investigadoras contratados de manera indefinida. Al menos el siete por ciento han de ser doctores. Este porcentaje se ha de incrementar al trece por ciento a los cinco años de la fundación del centro y al veinte por ciento a los diez años.
- La financiación pública no competitiva del centro tecnológico no puede superar el 30% de los ingresos totales. Al menos el 35% de los ingresos anuales debe proceder de actividades de I+D+i propia o contratada. La facturación con empresas ha de ser superior al 30% de sus ingresos y corresponderá a un mínimo de 25 clientes diferentes en los últimos tres años.

## Registro de centros tecnológicos
El Gobierno de España mantiene un registro de todas las entidades consideradas centros tecnológicos. Puede consultarse aquí. En el listado aparecen tanto los centros tecnológicos como los centros de apoyo a la innovación tecnológica.